# 昭和の歌など聴きながら
「昭和の歌など聴きながら」（しょうわのうたなどききながら）は、2008年9月24日にコロムビアミュージックエンタテインメントから発売された八代亜紀の97枚目のシングルである。

## 解説
失われつつある家族愛や絆をテーマにした作品。
2010年のシングル「一枚のLP盤」に再録版が収録された。

## 収録曲
全曲作詞：荒木とよひさ／作曲：徳久広司
1. 昭和の歌など聴きながら（3:54）[1]
  - 編曲：石倉重信
2. 漢江の月（4:33）[1]
  - 編曲：前田俊明
3. 昭和の歌など聴きながら（オリジナル・カラオケ）（3:54）[1]
4. 漢江の月（オリジナル・カラオケ）（4:33）[1]